# Сарбия
Сарбия (баш. Һарыбейә) — упразднённая деревня Нигаматовского сельсовета Баймакского района Башкирской АССР РСФСР. Ныне урочище.
Жили русские (1959).

## География
Располагалось в правобережье реки Кана (Правая Кана) (левый приток Белой) в 46 км к северо-западу от города Баймак (по данным Башкирской Энциклопедии, в 55 км от районного центра и в 96 км от ж.-д. станции Сибай). Находилось в лесистом ландшафте, на высоте около 700 метров над уровнем моря.

## История
Основана в 1930-е как посёлок лесозаготовительного пункта Тубинского рудника в составе Темясовского сельсовета Баймакского района (по данным Башкирской Энциклопедии). По неподтвержденным данным с 20 августа 1930 года село входило в Баймакский район.
Входила в состав Второиткуловского сельского совета Второе Иткулово. 
Существовала до середины 1970‑х гг. В 1980-х годах деревня отмечена как нежилая.

## Население
В 1939 (в составе Второиткуловского сельсовета) 352 человека, в 1959 (в составе Второиткуловского сельсовета) — 269, в 1969 (в составе Нигаматовского сельсовета) — 126 человек.

## Транспорт
До деревни шла лесная дорога.